# Jesse Capelli
Jennifer Leone (Vancouver, 21 de mayo de 1979), más conocida como Jesse Capelli, es una actriz pornográfica canadiense.
Pasados los 20 años, decidió abandonar Canadá y mudarse a Los Ángeles en busca de una nueva vida, donde comenzó a trabajar como modelo glamour para revistas pornográficas y para adultos.
Firmó un contrato exclusivo de tres años con la revista Perfect 10 y cuando este terminó, continuó trabajando como modelo de desnudos. En abril de 2004, se convirtió en Penthouse Pet del mes para la revista Penthouse. A principios de 2005, la actriz porno Jenna Jameson comenzaba a crear su gran imperio de actrices exclusivas para su compañía (ClubJenna), por lo cual estaba buscando chicas que le interesaran. Cuando Jenna Jameson vio fotos de Jesse Capelli, decidió que le gustaba y quería contratarla. Jesse tan sólo había participado en un muy escaso número de películas, siempre en escenas lésbicas y muy suaves, pero quería prosperar en el porno así que aceptó la oferta de ClubJenna, aunque aclarando que solo realizaría escenas lésbicas. En la actualidad Jesse sigue trabajando bajo contrato exclusivo para ClubJenna.

## Premios
- 2007 Premios AVN nominada - Mejor Escena de Sexo Femenino - Deep in Style
- 2007 Premios AVN nominada - Mejor Escena de Sexo Femenino - Jenna’s Provocateur[3]